# (1178) Irmela
(1178) Irmela ist ein Asteroid des Hauptgürtels, der am 13. März 1931 von dem deutschen Astronomen Max Wolf in Heidelberg entdeckt wurde. 
Der Asteroid ist nach Irmela Ruska, geb. Geigis (1917–2009), der Ehefrau des deutschen Physik-Nobelpreisträgers Ernst Ruska, benannt, dessen Onkel mütterlicherseits Max Wolf war.